# Grote Prijs van Montréal 2011

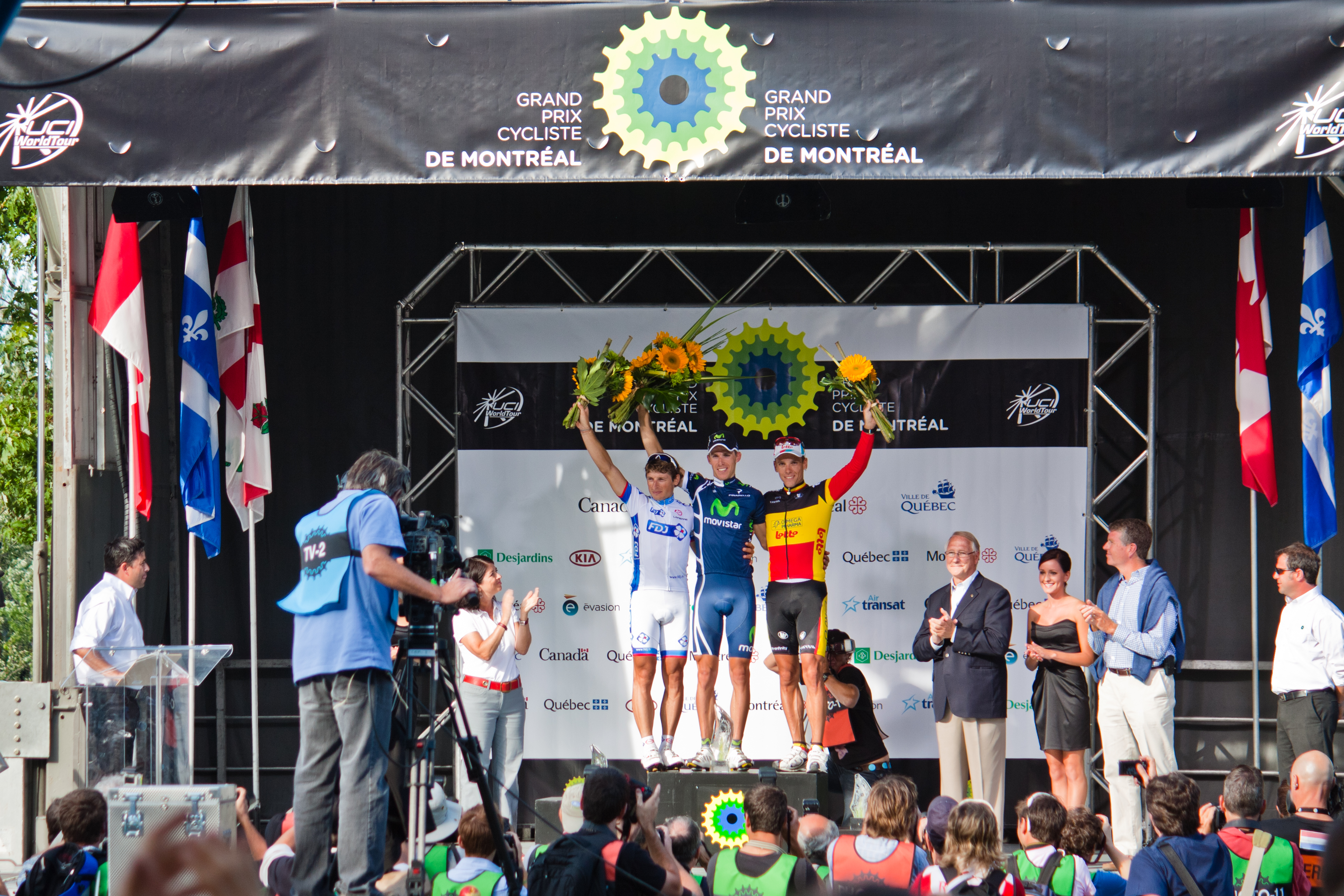
Erepodium Grote Prijs van Montréal 2011

De 2e editie van de Grote Prijs van Montréal werd verreden op 11 september 2011.

## Deelnemende ploegen
Alle 18 UCI World Tour-ploegen namen deel. Daarnaast deelde de organisatie vier wildcards uit.
| 18 UCI World Tour-ploegen | 18 UCI World Tour-ploegen | 18 UCI World Tour-ploegen | 4 wildcards                 |
| ------------------------- | ------------------------- | ------------------------- | --------------------------- |
| AG2R-La Mondiale          | Team Katjoesja            | Quick Step                | Cofidis, le crédit en ligne |
| Pro Team Astana           | Lampre-ISD                | Rabobank                  | Française des Jeux          |
| BMC Racing Team           | Team Leopard-Trek         | Team RadioShack           | Team Europcar               |
| Euskaltel-Euskadi         | Liquigas-Cannondale       | Saxo Bank-Sungard         | Team SpiderTech-C10         |
| Team Garmin-Cervélo       | Team Movistar             | Sky ProCycling            |                             |
| Team HTC-High Road        | Omega Pharma-Lotto        | Vacansoleil-DCM           |                             |

## Wedstrijd

### Parcours
Het parcours bestond uit zeventien lokale rondjes van 12,1 kilometer en was dus 205,7 kilometer lang. Het parcours was heuvelachtig, maar de grootste klim lag aan het begin van het parcours. Alleen de laatste 500 meter liep weer enigszins omhoog.

### Verloop
Een kopgroep van vier man reed lang vooruit. Toen was het zeer lang onrustig met wisselende kopgroepen totdat in de laatste ronde een kopgroep van drie (Rui Costa, Pierrick Fédrigo en Stefan Denifl) ontstond, die het tot het einde volhield. Costa won de sprint voor Fedrigo. Philippe Gilbert kwam nog uit het peloton opzetten, maar was te laat en werd derde.

## Uitslag
| Plaats  | Naam                | Ploeg              | Tijd     |
| ------- | ------------------- | ------------------ | -------- |
| Winnaar | Rui Costa           | Team Movistar      | 5u20'16" |
| 2       | Pierrick Fédrigo    | Française des Jeux | z.t.     |
| 3       | Philippe Gilbert    | Omega Pharma-Lotto | + 2"     |
| 4       | Jürgen Roelandts    | Omega Pharma-Lotto | z.t.     |
| 5       | Stefan Denifl       | Team Leopard-Trek  | z.t.     |
| 6       | Daniele Pietropolli | Lampre-ISD         | + 4"     |
| 7       | Marco Marcato       | Vacansoleil-DCM    | z.t.     |
| 8       | Arthur Vichot       | Française des Jeux | z.t.     |
| 9       | Rinaldo Nocentini   | AG2R-La Mondiale   | z.t.     |
| 10      | Fabian Wegmann      | Team Leopard-Trek  | z.t.     |

2010 · 2011 · 2012 · 2013 · 2014 · 2015 · 2016 · 2017 · 2018 · 2019 · 2020-2021 · 2022 · 2023 · 2024
 Tour Down Under · 
 Parijs-Nice · 
 Tirreno-Adriatico · 
 Milaan-San Remo · 
 Ronde van Catalonië · 
 Gent-Wevelgem · 
 Ronde van Vlaanderen · 
 Ronde van het Baskenland · 
 Parijs-Roubaix · 
 Amstel Gold Race · 
 Waalse Pijl · 
 Luik-Bastenaken-Luik · 
 Ronde van Romandië · 
 Ronde van Italië · 
 Critérium du Dauphiné · 
 Ronde van Zwitserland · 
 Ronde van Frankrijk · 
 Clásica San Sebastián · 
 Ronde van Polen · 
  Eneco Tour · 
 Ronde van Spanje · 
 Vattenfall Cyclassics · 
 GP Ouest France-Plouay · 
 Grote Prijs van Quebec · 
 Grote Prijs van Montreal · 
 Ronde van Peking · 
 Ronde van Lombardije